# Romániai Német Párt
A Romániai Német Párt (németül Deutsche Partei in Rumänien románul Partidul German din România a romániai német kisebbség legnagyobb pártja volt Romániában 1919 és 1938 között. A párt azt állította, hogy az ország összes németjét képviseli, a valóságban azonban leginkább a német kisebbség jómódú polgárainak érdekeit védte.

## Története
Az erdélyi szászok az 1919. január 8-i medgyesi nyilatkozattal, a bánáti svábok az 1919. augusztus 10-i temesvári nyilatkozattal ismerték el Erdély és a Bánság Romániához csatolását. 
A Romániai Német Pártot 1919. november 6-án alapították Segesváron. Utóbb kiterjedt az összes olyan régióra is (Erdély, Bánság, Bukovina, Besszarábia), ahol jelentős számú német lakosság élt. Az alapítás folyamata 1921-ben ért véget. Előbb az erdélyi szászok hozták létre saját politikai pártjaikat, a Szász Pártot (németül Sächsische Partei, románul Partidul Sas) és a Nemzeti Szász Pártot (németül Nationale Sächsische Partei, románul Partidul Național Săsesc), valamint a bánáti svábok a Sváb Pártot (németül Schwäbische Partei, románul Partidul Șvab) és a Nemzeti Sváb Pártot (németül Nationale Schwäbische Partei, románul Partidul Șvab Național). 1921. szeptemberben Csernovicban megalakult a Romániai Németek Szövetsége, amelyet egy nemzeti tanács vezetett, élén Rudolf Brandsch elnökkel. 
A párt 1919-ben elfogadott programja, amely lényegében változatlan maradt a két világháború közötti időszakban, az 1918. december 1-jei a gyulafehérvári román nagygyűlés által elfogadott határozat rendelkezéseiben foglalt kisebbségi jogok tiszteletben tartását szorgalmazta, ezen kívül kiállt bizonyos konkrét érdekek mellett, mint például a kulturális jogok, az anyanyelvi oktatás, a német lakosság által fenntartott iskolák és más intézmények létrehozásának joga, a vallási, kulturális, gazdasági és egyéb célú egyesülési jog. Központi kérdés volt a Romániai Német Szövetség elismertetése az egymást követő kormányok által az összes romániai németet képviselő független entitásként való elismertetése.
A Német Párt együttműködött a mindenkori román kormánnyal, függetlenül annak politikai irányultságától, mivel úgy vélte, hogy így könnyebb lesz érvényesítenie saját követeléseit. A párt a kormánypárt oldalán vett részt a parlamenti választásokon (kivéve az 1927-es választásokat, amelyeken az Országos Magyar Párttal kötött szövetséget), és minden alkalommal 10-15 helyet szerzett a képviselőházban.}}</ref> Soraiból számos városi és megyei tanácsost, illetve a jelentős német lakosságú településeken polgármestert választottak meg. Rudolf Brandsch 1931. április 23-tól 1932. október 20-ig és Hans Otto Roth 1940. július 4-től szeptember 4-ig államtitkár, illetve kisebbségügyi miniszter volt. 
A párt lapja a Siebenbürgische Deutsche Tageblatt volt, amely 1919 és 1944 között jelent meg.
1930 után a nemzetiszocialista eszmék kezdtek beszivárogni a Német Pártba. A folyamat fő előmozdítója Fritz Fabritius volt, aki 1932 májusában megalapította a Romániai Németek Nemzetiszocialista Önsegélyező Mozgalmát (németül Nationalsozialistische Selbsthilfebewegung der Deutschen in Rumänien, románul Mișcarea de Întrajutoare a Germanilor din România). 1933 májusában Fabritius megalapította a Romániai Németek Nemzetiszocialista Pártját (németül  Nationalsozialistische Partei der Deutschen in Rumänien, románul Partidul Național-Socialist al Germanilor din România), amely a nemzetiszocialista eszméket népszerűsítette és ifjúsági táborokat szervezett. A párt tagjai egyenruhát viseltek, jelképük a horogkereszt volt. Hogy elkerülje a Duca-kormány 1933. december 9-i határozata alapján történő feloszlatását, a nemzetiszocialista párt felvette a Romániai Németek Nemzeti Megújulási Mozgalma (németül Nationale Erneuerungsbewegung der Deutschen in Rumänien, románul Mișcarea de Reînnoire Națională a Germanilor din România) nevet. Ennek ellenére 1934. július 7-én a kormány betiltotta a táboroztatást és feloszlatta a pártot, mivel az „a hatályos törvények által tiltott tevékenységet” folytatott.
1933. november 22-én a Fabritius eszméit követő Otto Fritz Jikelit választották a Szász Nemzeti Tanács elnökévé, 1935. április 30-án pedig Fabritius  személyesen vette át a tanács irányítását. Ugyanebben az évben október 22-én Fabritiust a Romániai Németek Szövetségének, majd a Német Pártnak is elnökévé választották. Alfred Bonfert 1935. április 22-én megalapította a radikális jobboldali Romániai Német Néppártot, és azzal vádolta Fabritiust, hogy békülékeny magatartást tanúsít a Német Párt demokratikus vezetőivel szemben. Az 1937-es választásokon a Német Párt választási szövetségre lépett a kormányzó Nemzeti Liberális Párttal (PNL), majd az 1938-as választások előtt, amelyekre már nem került sor, a kormányzó Keresztény Nemzeti Párttal (PNC).
1938. március 30-án az összes romániai pártot feloszlatták, köztük a Német Pártot is.

## Vezetői
| Hivatali idő | Elnök           |
| ------------ | --------------- |
| 1921–1931    | Rudolf Brandsch |
| 1931–1935    | Kaspar Muth     |
| 1935–1938    | Fritz Fabritius |

## Választási eredmények
Az 1926. májusi választásokon a német párt 8 képviselői helyet szerzett. Az 1927. júliusi választáson az Országos Magyar Párttal alakított Magyar-Német Blokknak 15 képviselői hely jutott, ebből 7 a Német Pártot illette. 1928. novemberben és 1932. júliusban a Német Párt jelöltjei a Nemzeti Parasztpárt listáján indulva 8-8 képviselői helyet szereztek. A két világháború előtti időszak utolsó parlamenti választásán, 1937. decemberben a Nemzeti Liberális Párttal és a Román Front jobboldali szervezeteivel alkotott kartell keretén belül szintén 8 képviselői helyet szerzett.  Ezekkel az eredményekkel a német népesség romániai százalékarányának felével tudta magát képviseltetni a parlamentben.

## Fordítás
Ez a szócikk részben vagy egészben  a   Deutsche Partei (Rumänien) című német Wikipédia-szócikk ezen változatának fordításán alapul.  Az eredeti cikk szerkesztőit annak laptörténete sorolja fel. Ez a jelzés csupán a megfogalmazás eredetét és a szerzői jogokat jelzi, nem szolgál a cikkben szereplő információk forrásmegjelöléseként.